# 千山万水
《千山万水》为一首關於北京奥运会的歌曲，由周杰伦作曲，方文山填词，在征歌截止日期的最后一天，周杰伦通过电子邮件将这首歌的歌词发往北京奥运歌曲征集办公室。
周杰伦原本向全球征收奥运会歌词，但征收上的歌词周杰伦并不满意，最终还是由方文山填词。
对于这首歌，周杰伦对媒体表示“如果我的歌能被奥运会用上，那就是我人生的巅峰了，将会是我无法超越的事情。”杰威尔唱片称：“这是他专门为奥运会写的歌，不适合收到新专辑。”《千山万水》同时也是一首充满“中国风”的歌曲。後來，這首歌獲得北京奥运会优秀歌曲獎。
2008年，周杰伦创作的歌曲《千山万水》乘神舟七号进入太空，并在太空中循环播放。音乐作品在“神舟七号”返回地面后，交由相关博物馆珍藏。

## 参看
- 北京2008年奥运会歌曲专辑

## 外部連結
- 奥运歌曲--千山万水